# Fritillaria raddeana
Fritillaria raddeana är en liljeväxtart som beskrevs av Eduard August von Regel. Fritillaria raddeana ingår i Klockliljesläktet och i familjen liljeväxter. Inga underarter finns listade.

## Bildgalleri

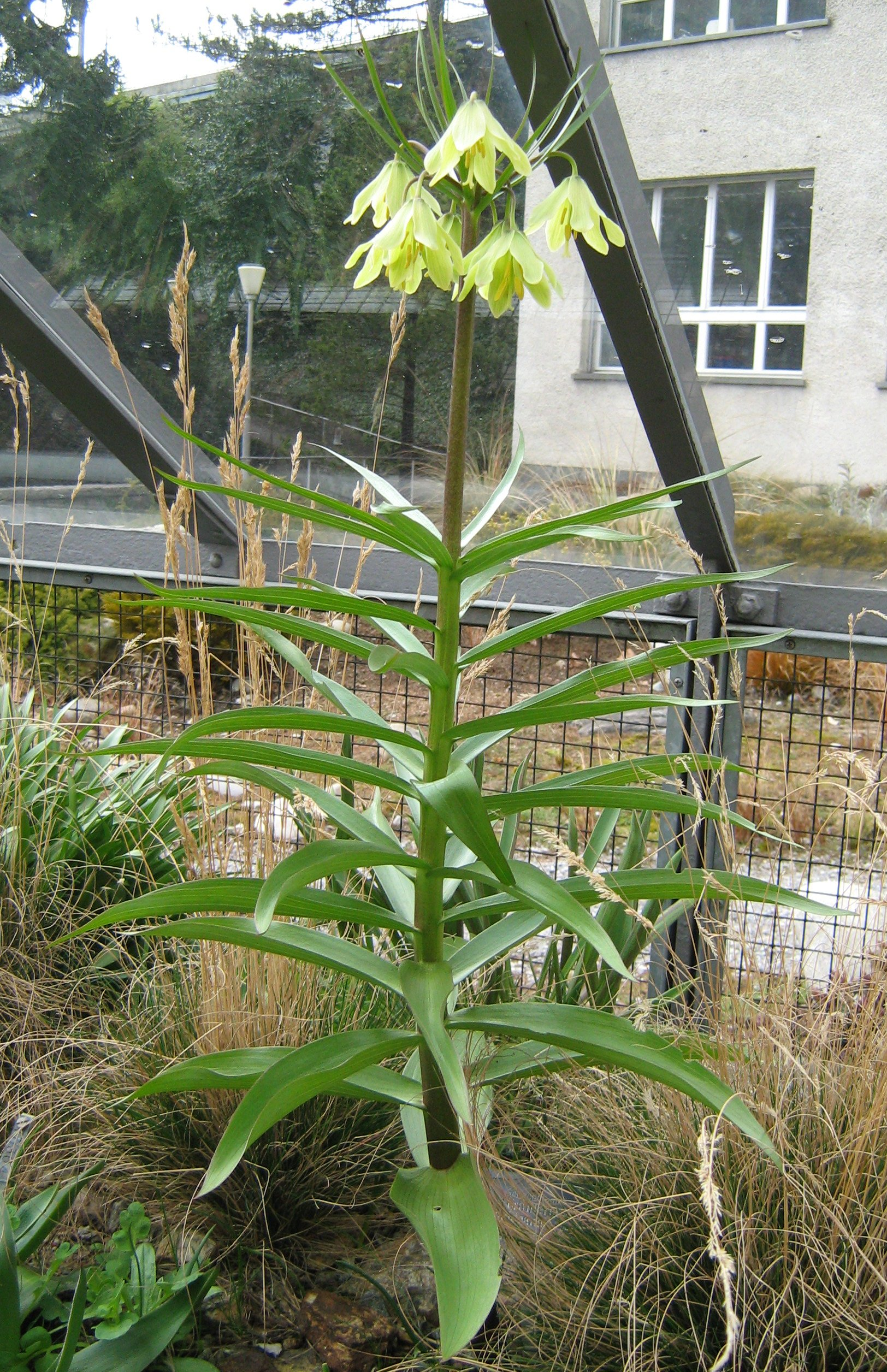
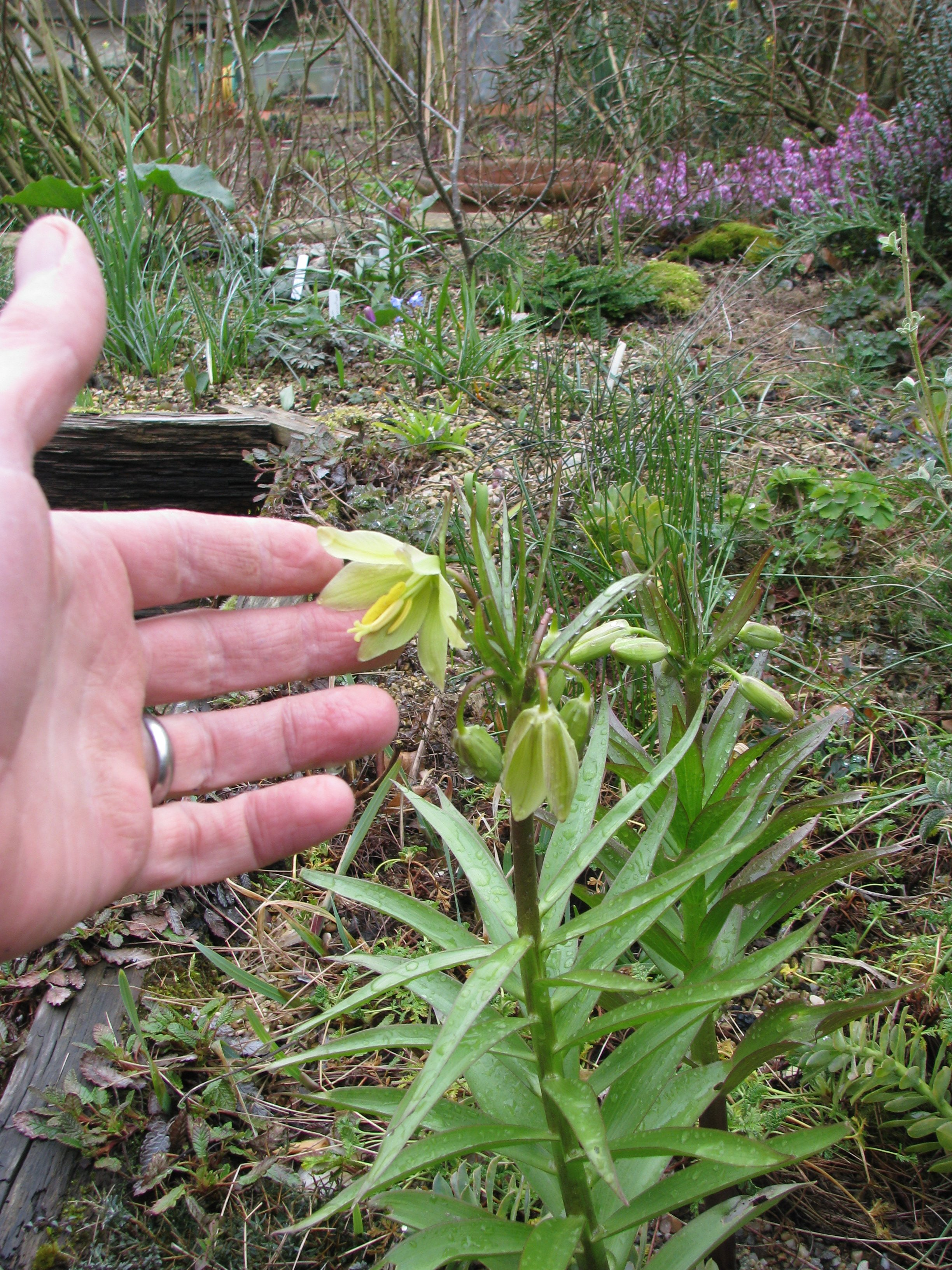
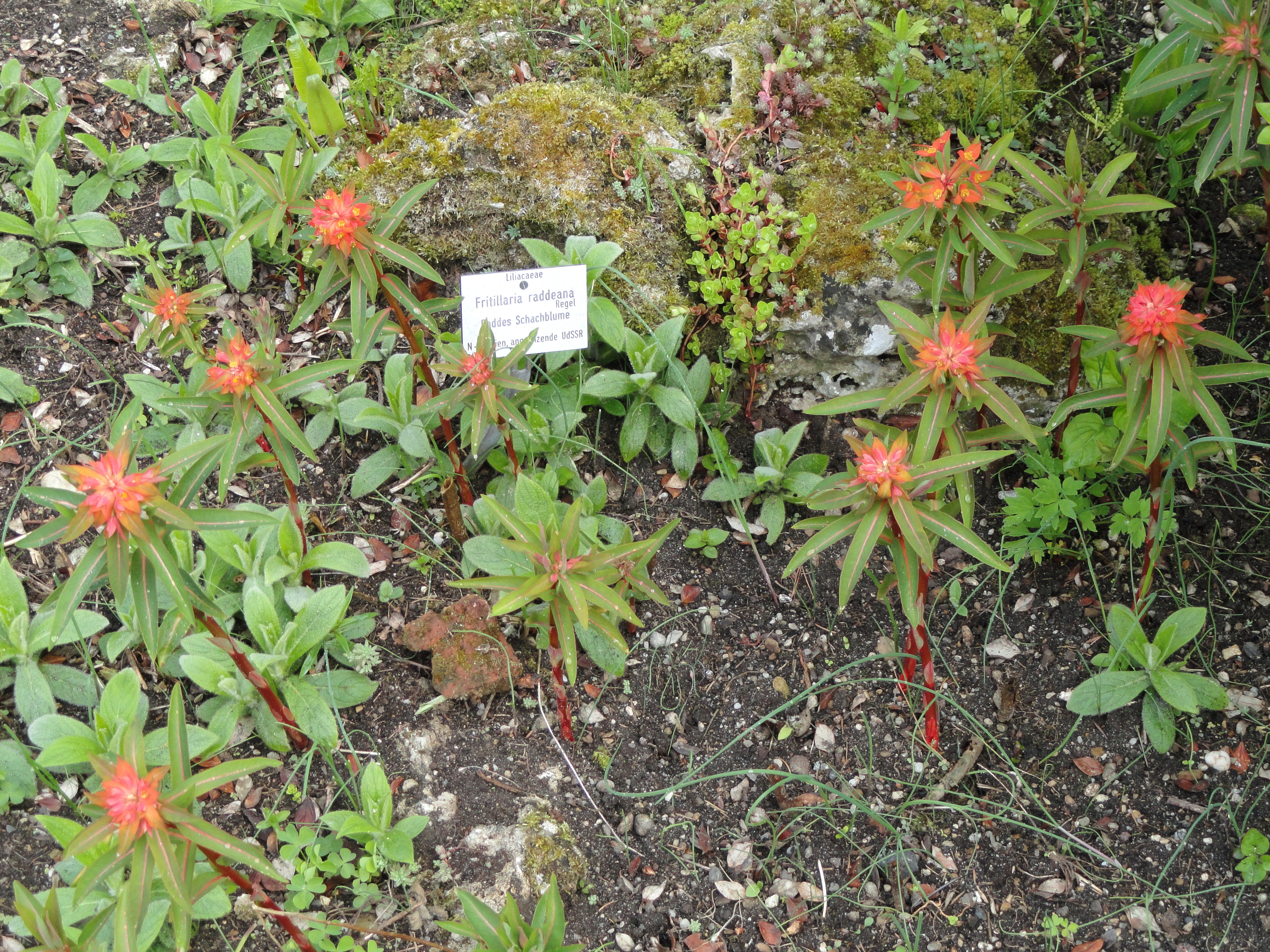
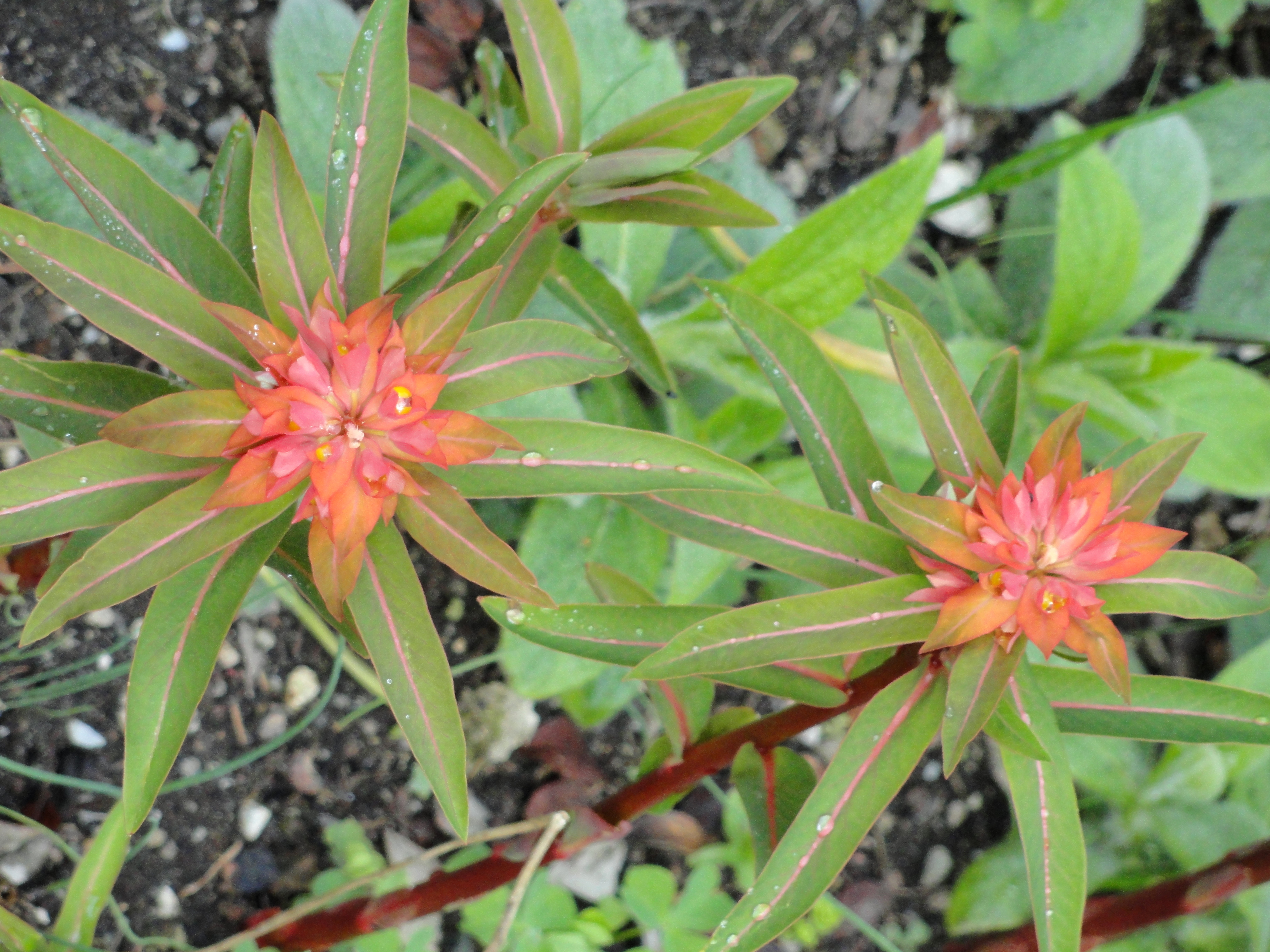
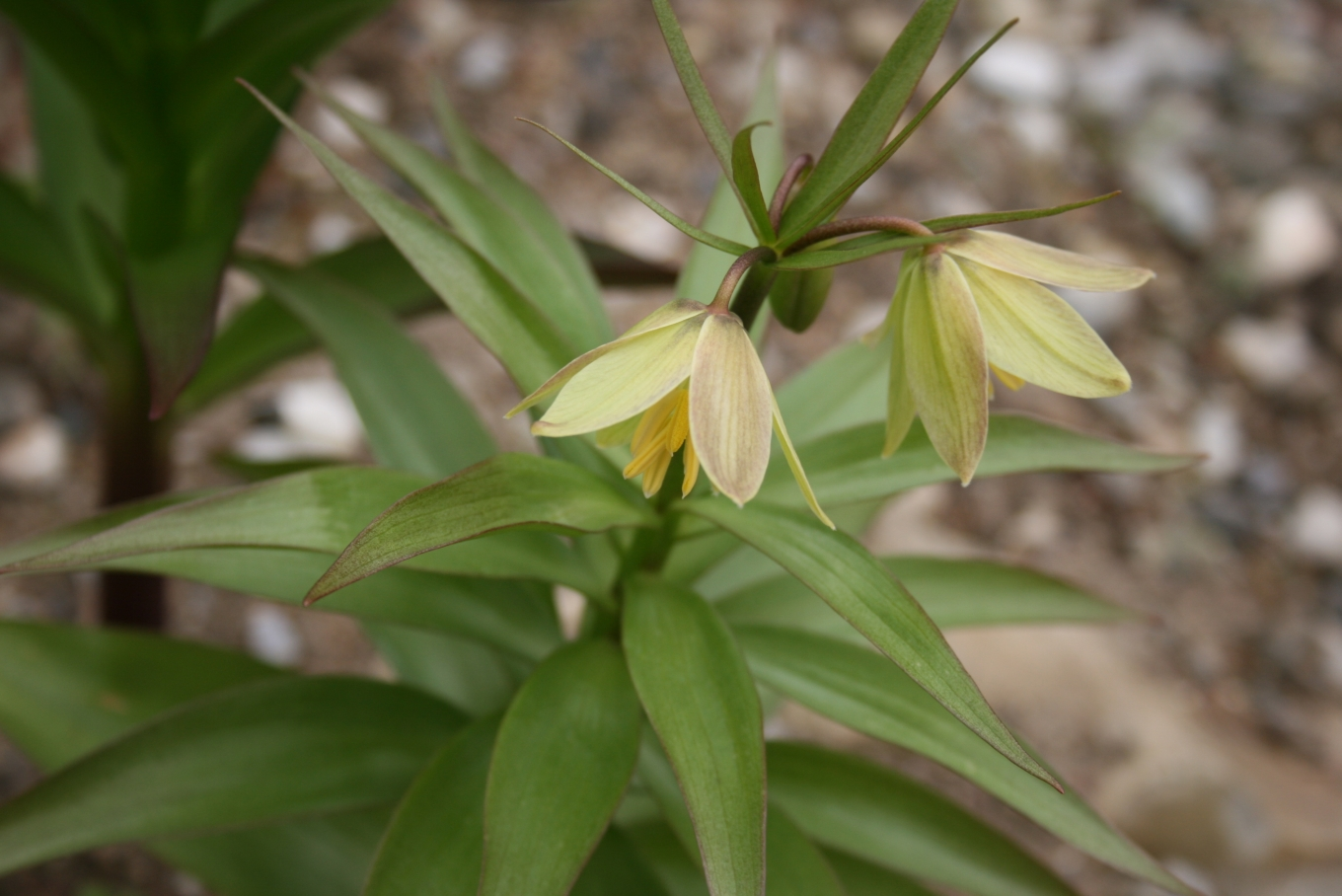
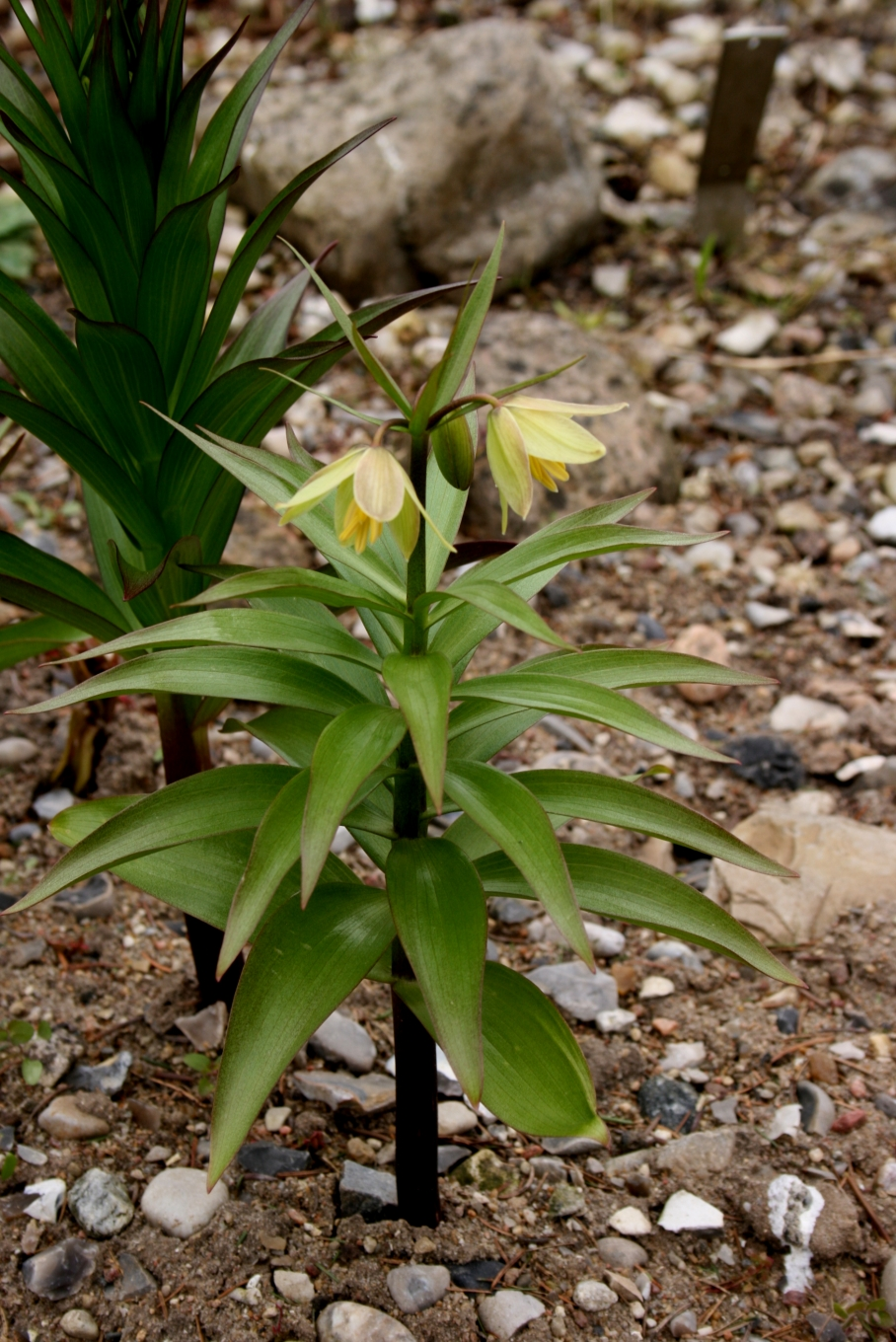